# 前期チャールキヤ朝

前期チャールキヤ朝

前期チャールキヤ朝の版図

バーダーミのチャールキヤ朝（バーダーミのチャールキヤちょう、Badami Chalukya dynasty）とは、6世紀中頃から8世紀中頃に、インドのデカン地方、南インドを支配したヒンドゥー王朝（543年頃 - 753年）。

## 名称
この王朝は、のちに成立した同名の王朝（東チャールキヤ朝、後期チャールキヤ朝）と区別するため、西チャールキヤ朝、前期チャールキヤ朝とも呼ばれている。

## 歴史

### 創始
543年頃に、キールティヴァルマン1世（在位：543年 - 566年）が、南インドのカダンバ朝の支配から独立し、カルナータカの北部バーダーミに自立したことに始まる。

### 領土の拡大と一時的滅亡

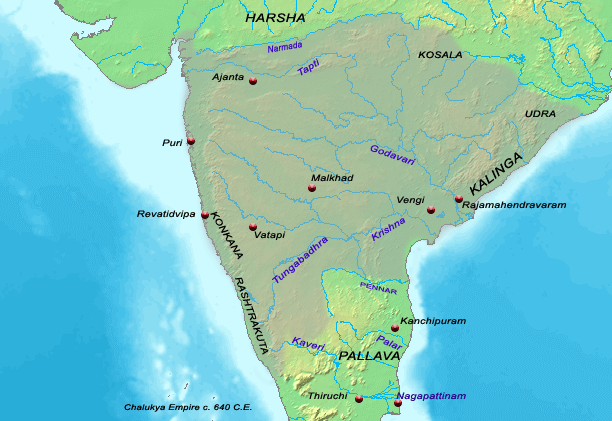
プラケーシン2世時代のチャールキヤ朝の版図

玄奘

キールティヴァルマン1世の2人の息子、プラケーシン1世（在位：566年 - 597年）とマンガレーシャ（在位：597年 - 609年）は、近隣の勢力との争いに打ち勝って領域を拡大した。
609年、プラケーシン1世の子、プラケーシン2世（在位：609年 - 642年）は、叔父のマンガレーシャを殺して即位した。
プラケーシン2世は国内の内乱を鎮圧し、祖父の時代まで旧主であったカダンバ朝を滅ぼし、北方は、グジャラートやマールワー地方にまで勢力を伸ばし、当時北インドの覇者であったヴァルダナ朝の英主ハルシャヴァルダナをナルマダー河畔で打ち破って、その南進を阻止した。
次に、南方の強国、パッラヴァ朝のマヘーンドラヴァルマン1世と争って、これに打ち勝ち、その北方の地を併合し、一時はその首都カーンチープラムにも迫った。
さらに、東方に勢力を伸ばし、アーンドラ地方（現アーンドラ・プラデーシュ地方）を征服して、弟のヴィシュヌヴァルダナにヴェーンギー周辺の東部アーンドラ地方を治めさせた（のちにヴィシュヌヴァルダナは独立し、東チャールキヤ朝の祖となった）。
プラケーシン2世は対外関係を重視して、サーサーン朝ペルシャのホスロー2世との間に使節や贈物の交換をするなど外交も行ったらしいが、これは北インドの勢力に対抗する意味もあったと思われる。
641年、プラケーシン2世の治世に、この地を訪れた唐の僧玄奘は、その著書である『大唐西域記』に、
「土地は肥沃で、農業が発展し、家臣は勇敢で主君に忠誠をつくした。戦闘の折には、配下の兵士や象を率いる将軍が決戦の前に、宴を催し、兵士に酒を飲ませて勇を鼓舞した。当時の習慣でもあった阿片も吸った兵士たちは、勇敢な象に乗って突進した。敵に後れをとって敗れるようなことがあると、王は、全軍の前で、士官に女性の服を着せる罰を与えた。」
と記録しているという。当時は、百戦錬磨を自認する兵士たちにとって、女性の衣服を着せられることは、死刑以上の不名誉、屈辱と考えられていた。
プラケーシン2世の支配はほぼ全デカンに及んだが、642年、復讐戦に燃えるパッラヴァ朝のマヘーンドラヴァルマン1世の息子、ナラシンハヴァルマン1世と戦って、プラケーシン2世は敗死し、バーダーミを落とされた。

### 王朝の再興と強勢

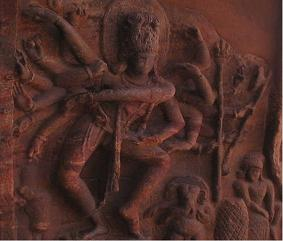
バーダーミのヒンドゥー寺院に刻まれた踊るシヴァ神の浮彫

しかし、プラケーシン2世の息子、ヴィクラマーディティヤ1世（在位：655年 - 681年）は、655年にパッラヴァ朝の勢力を追い払ってバーダーミを奪い返し、一時は滅亡の危機に瀕した王朝を再興した。
また、ヴィクラマーディティヤ1世はパッラヴァ朝の領土に攻め入り、673年にはその首都カーンチープラムを包囲した。
第7代のヴィジャヤーディティヤ（在位：696年 - 733年）の治世は、もっとも安定して繁栄した時代とされた。
8世紀、その息子ヴィクラマーディティヤ2世（在位：733年 - 744年）の治世には、ウマイヤ朝の勢力がシンドに進出して南下しようとしたがそれを防ぎ、パッラヴァ朝の首都カーンチープラムを3度も占領した。

### 建築文化の発達

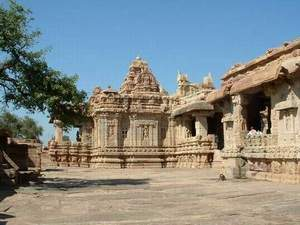
パッタダガルのヴィルーパークシャ寺院

ヴィクラマーディティヤ2世は、パッラヴァ朝の建築文化の水準の高いことに感銘を受け、建築家グンダを招聘し、南部の石工や工匠たちを多く駆り集めて、パッタダガルに多くのヒンドゥー寺院を建設した。
そのため、パッタダカルの寺院群は、パッラヴァ朝のカーンチプラムの寺院群の影響を強く受けている。これらの寺院には、柱や天井、壁画に石工や彫刻家たちによって、『マハーバーラタ』や『ラーマーヤナ』などに題材を取った様々な場面が彫刻された。
なかでも優れているのは、ヴィクラマーディティヤ2世の妃ローカ・マハーデーヴィーが、夫君のパッラヴァ朝に対する戦勝を記念して、グンダに設計を命じて建てさせたシヴァ神を祀った雄大なヴィルーパークシャ寺院で、エローラーのカイラーサ寺院にも影響を与えていることで知られる。
これらのすばらしいパッタガルの寺院群は、1987年に世界遺産に登録されている。

### 滅亡
しかし、ヴィクラマーディティヤ2世の死後、後を継いだ息子キールティヴァルマン2世（在位：744年 - 753年）が、753年に有力な封臣の一人であったダンティドゥルガ（ラーシュトラクータ朝の創始者）に王位を追われ、前期チャールキヤ朝は滅亡した。
以降、チャールキヤ家はラーシュトラクータ朝の封臣の地位に落とされ、その地位を脱したのは2世紀後、973年にタイラ2世がラーシュトラクータ朝を滅ぼし、チャールキヤ朝を再興した時だった（後期チャールキヤ朝）。

## 歴代君主
- キールティヴァルマン1世（在位：543年 - 566年）
- プラケーシン1世（在位：566年 - 597年）
- マンガレーシャ（在位：597年 - 609年）
- プラケーシン2世（在位：609年 - 642年）
- ヴィクラマーディティヤ1世（在位：655年 - 681年）
- ヴィナヤーディティヤ（在位：681年 - 696年）
- ヴィジャヤーディティヤ（在位：696年 - 733年）
- ヴィクラマーディティヤ2世（在位：733年 - 744年）
- キールティヴァルマン2世（在位：744年 - 753年）

## 系図
|  |  | キールティヴァルマン1世   |                           |                           |                           |                           |                           |  |  |                                              |                                              |                                              |                                              |                                              |                                              |  |  |  |  |  |  |  |  |  |  |  |  |  |  |  |  |
|  |  |                           |                           |                           |                           |                           |                           |  |  |                                              |                                              |                                              |                                              |                                              |                                              |  |  |  |  |  |  |  |  |  |  |  |  |  |  |  |  |
|  |  |                           |                           |                           |                           |                           |                           |  |  |                                              |                                              |                                              |                                              |                                              |                                              |  |  |  |  |  |  |  |  |  |  |  |  |  |  |  |  |
|  |  | プラケーシン1世           | プラケーシン1世           | プラケーシン1世           | プラケーシン1世           | プラケーシン1世           | プラケーシン1世           |  |  | マンガレーシャ                               | マンガレーシャ                               | マンガレーシャ                               | マンガレーシャ                               | マンガレーシャ                               | マンガレーシャ                               |  |  |  |  |  |  |  |  |  |  |  |  |  |  |  |  |
|  |  | プラケーシン1世           | プラケーシン1世           | プラケーシン1世           | プラケーシン1世           | プラケーシン1世           | プラケーシン1世           |  |  | マンガレーシャ                               | マンガレーシャ                               | マンガレーシャ                               | マンガレーシャ                               | マンガレーシャ                               | マンガレーシャ                               |  |  |  |  |  |  |  |  |  |  |  |  |  |  |  |  |
|  |  |                           |                           |                           |                           |                           |                           |  |  |                                              |                                              |                                              |                                              |                                              |                                              |  |  |  |  |  |  |  |  |  |  |  |  |  |  |  |  |
|  |  | プラケーシン2世           | プラケーシン2世           | プラケーシン2世           | プラケーシン2世           | プラケーシン2世           | プラケーシン2世           |  |  | ヴィシュヌヴァルダナ1世 東チャールキヤ朝の王 | ヴィシュヌヴァルダナ1世 東チャールキヤ朝の王 | ヴィシュヌヴァルダナ1世 東チャールキヤ朝の王 | ヴィシュヌヴァルダナ1世 東チャールキヤ朝の王 | ヴィシュヌヴァルダナ1世 東チャールキヤ朝の王 | ヴィシュヌヴァルダナ1世 東チャールキヤ朝の王 |  |  |  |  |  |  |  |  |  |  |  |  |  |  |  |  |
|  |  | プラケーシン2世           | プラケーシン2世           | プラケーシン2世           | プラケーシン2世           | プラケーシン2世           | プラケーシン2世           |  |  | ヴィシュヌヴァルダナ1世 東チャールキヤ朝の王 | ヴィシュヌヴァルダナ1世 東チャールキヤ朝の王 | ヴィシュヌヴァルダナ1世 東チャールキヤ朝の王 | ヴィシュヌヴァルダナ1世 東チャールキヤ朝の王 | ヴィシュヌヴァルダナ1世 東チャールキヤ朝の王 | ヴィシュヌヴァルダナ1世 東チャールキヤ朝の王 |  |  |  |  |  |  |  |  |  |  |  |  |  |  |  |  |
|  |  | ヴィクラマーディティヤ1世 | ヴィクラマーディティヤ1世 | ヴィクラマーディティヤ1世 | ヴィクラマーディティヤ1世 | ヴィクラマーディティヤ1世 | ヴィクラマーディティヤ1世 |  |  | 東チャールキヤ朝                             | 東チャールキヤ朝                             | 東チャールキヤ朝                             | 東チャールキヤ朝                             | 東チャールキヤ朝                             | 東チャールキヤ朝                             |  |  |  |  |  |  |  |  |  |  |  |  |  |  |  |  |
|  |  | ヴィクラマーディティヤ1世 | ヴィクラマーディティヤ1世 | ヴィクラマーディティヤ1世 | ヴィクラマーディティヤ1世 | ヴィクラマーディティヤ1世 | ヴィクラマーディティヤ1世 |  |  | 東チャールキヤ朝                             | 東チャールキヤ朝                             | 東チャールキヤ朝                             | 東チャールキヤ朝                             | 東チャールキヤ朝                             | 東チャールキヤ朝                             |  |  |  |  |  |  |  |  |  |  |  |  |  |  |  |  |
|  |  | ヴィナヤーディティヤ      |                           |                           |                           |                           |                           |  |  |                                              |                                              |                                              |                                              |                                              |                                              |  |  |  |  |  |  |  |  |  |  |  |  |  |  |  |  |
|  |  |                           |                           |                           |                           |                           |                           |  |  |                                              |                                              |                                              |                                              |                                              |                                              |  |  |  |  |  |  |  |  |  |  |  |  |  |  |  |  |
|  |  | ヴィジャヤーディティヤ    |                           |                           |                           |                           |                           |  |  |                                              |                                              |                                              |                                              |                                              |                                              |  |  |  |  |  |  |  |  |  |  |  |  |  |  |  |  |
|  |  |                           |                           |                           |                           |                           |                           |  |  |                                              |                                              |                                              |                                              |                                              |                                              |  |  |  |  |  |  |  |  |  |  |  |  |  |  |  |  |
|  |  | ヴィクラマーディティヤ2世 |                           |                           |                           |                           |                           |  |  |                                              |                                              |                                              |                                              |                                              |                                              |  |  |  |  |  |  |  |  |  |  |  |  |  |  |  |  |
|  |  |                           |                           |                           |                           |                           |                           |  |  |                                              |                                              |                                              |                                              |                                              |                                              |  |  |  |  |  |  |  |  |  |  |  |  |  |  |  |  |
|  |  | キールティヴァルマン2世   |                           |                           |                           |                           |                           |  |  |                                              |                                              |                                              |                                              |                                              |                                              |  |  |  |  |  |  |  |  |  |  |  |  |  |  |  |  |